# 六洋水库
六洋水库是中国广西壮族自治区玉林市北流市境内的一座水库，位于南流河支流六洋河上，建于1960年。水库正常库容为1518万立方米，集雨面积为52平方千米，海拔为182.5米。